# Ángel Francisco Caraballo Fermín
Ángel Francisco Caraballo Fermín (Ciudad Guayana, Estado Bolívar, 30 de mayo de 1965) es un sacerdote y arzobispo católico venezolano. Arzobispo Metropolitano de Cumaná desde el 3 de mayo de 2025.

## Biografía
Nació en Ciudad Guayana el 30 de mayo de 1965.
Tras completar sus estudios de Filosofía en el Seminario Mayor Divina Pastora de la arquidiócesis de Barquisimeto, estudió teología en la Universidad de Navarra (Pamplona, España), y realizó una segunda licenciatura en Derecho Canónico en la Pontificia Universidad de la Santa Cruz en Roma.
Fue ordenado presbítero el 7 de diciembre de 1991, incardinándose en la diócesis de Ciudad Guayana. Allí ha ocupado diversos cargos: párroco en las parroquias de: Nuestra Señora de Fátima; Nuestra Señora del Valle; y San Pedro y San Pablo; Vicario general; Vicario judicial; y profesor de Derecho Canónico en el Seminario mayor El buen pastor, en Ciudad Bolívar.

## Episcopado

### Obispo auxiliar de Maracaibo[1]
El 30 de noviembre de 2012, el Papa Benedicto XVI lo nombró obispo titular de Dagnum y obispo auxiliar de la arquidiócesis de Maracaibo.
Fue ordenado obispo el 16 de febrero de 2013, en el Gimnasio Hermanas González (Ciudad Guayana).

## Consagrante principal
- - Mons. Ubaldo Ramón Santana Sequera, Arzobispo de Maracaibo (Venezuela).

## Concelebrantes Asistentes
- - Mons. Pietro Parolin, nuncio apostólico en Venezuela,
  - Mons. Mariano José Parra Sandoval, Obispo de Ciudad Guayana.

Arribó la ciudad de Maracaibo el 22 de febrero de 2013, siendo recibido con gran alegría por la feligresía. 

#### Obispo de Cabimas
El 29 de enero de 2019, el Papa Francisco lo nombró obispo de la diócesis de Cabimas. 
Tomó posesión canónica de la sede episcopal el 23 de marzo de ese mismo en la Catedral Nuestra Señora del Rosario de Cabimas, Estado Zulia, convirtiéndose así oficialmente en el VI obispo de la diócesis de Cabimas.

### Arzobispo de Cumaná
El 6 de marzo de 2025, el Papa Francisco lo nombró Arzobispo Metropolitano de Cumaná. 
Tomó posesión canónica de la sede metropolitana el 3 de mayo de 2025 en la Catedral del Sagrado Corazón de Jesús en la ciudad de Cumaná, convirtiéndose así oficialmente en el IV Arzobispo de la arquidiócesis de Cumaná.

## Sucesión
| Predecesor: William Enrique Delgado Silva | VI Obispo de Cabimas 23 de marzo de 2019-presente                          | Sucesor: En el cargo      |
| Predecesor: William Enrique Delgado Silva | Obispo Auxiliar de Maracaibo 30 de noviembre de 2012 - 29 de enero de 2019 | Sucesor: cargo sin ocupar |